# Андзевацик
Андзеваци́к (арм. Անձևացիք) — одиннадцатый гавар провинции Васпуракан Великой Армении. Располагался в южной части провинции Васпуракан. В области находилось 3 укреплённых города: Аламан, Михраван и Ахзи.
Граничил на юге с провинцией Корчайк. В провинции имелся значительный монастырь Хогяц и крепость Кангавар.
Одно из девяти главных княжеств Великой Армении, которые не позволили Сасанидам продвинуть свои границы, и границы своих вассалов (Иверии и Албании), далее вглубь Армении, после раздела Армянского царства в 387 году между Сасанидской и Римской империями.
Армянский княжеский род Андзеваци владел пятью гаварами (областями) ашхарa Васпуракан к югу от озера Ван (Тосп). Андзеваци вели своё происхождение от вождей (царей) хурритскoгo племeни Айаис (Уайасис), обитавшего у юго-западного побережья озера Тосп (Ван).
Род Андзеваци выдвинул ряд видных нахараров (Тачат Андзеваци) и церковных деятелей (Хосров Андзеваци). После постепенного разорения и ослабления этого княжеского рода в результате войн и восстаний, их землями завладел княжеский род Арцруни.